# Dubianaclia amplificata
Dubianaclia amplificata är en fjärilsart som beskrevs av Saalm. 1879-80. Dubianaclia amplificata ingår i släktet Dubianaclia och familjen björnspinnare. Inga underarter finns listade i Catalogue of Life.